# Confidence (álbum de Rubén Rada)
Confidence es el vigesimotercer álbum solista de estudio de Rubén Rada. El disco ha obtenido muy buenas críticas, recibiendo un Premio Gardel a mejor álbum de música instrumental y de fusión y un Premio Graffiti a mejor álbum de música instrumental.

## Historia
Confidence: Rada instrumental es el primer disco instrumental de Rada. Las intervenciones vocales son mínimas y aportan en lo musical.
En una nota publicada en la La Diaria, Rada contó que para grabar Confidence eligió músicos con la idea de tocar por diversión:

Yo soy un músico también y elijo a los músicos con los que me quiero divertir. Mi hobby es la música, no voy a jugar al tenis. Para mí cantar “Cha cha muchacha plena” -aunque lo hago con todo el amor del mundo y la gente termina radiante cantando y bailando- es un trabajo. Tocar con Confidence es un remanso, una diversión.

Entre los músicos de la banda se encuentran Osvaldo Fattoruso, compañero en distintas bandas desde Los Hot Blowers, y Gustavo Montemurro, con el que viene trabajando desde su regreso a Uruguay en 1996.
En el disco, Rada retoma la música de fusión, inspirada en la de los años setenta que había realizado con Opa (donde también tocaba Osvaldo Fattoruso), pero a diferencia del jazz rock o jazz fusión, esta música presenta ciertas características particulares, es más contenida y se basa en el formato canción. Rada la describió de la siguiente manera:

No podría llamarle jazz a la música de Confidence, porque se trata de una música latina que lo único que tiene de jazz es que por momentos los músicos improvisan. Este es un disco de nueva música instrumental uruguaya inspirado en el talento de Opa, y basada en el formato canción, con la melodía como vértebra.

Además, la música de Confidence resulta accesible, como apuntó Rada en una nota para Clarín:

Confidence no es intrincado, aunque buscamos generar algunas frases que le cuesten a cada músico de la banda. No son difíciles, sino lindas de tocar: melodiosas.

El tema "Al siete y medio pago" había sido previamente grabado para Montevideo dos (1999).
En 2017 Rada editó Confidence 2: La Película, disco que continúa en la misma línea musical, pero con cambios en la integración de la banda, invitados, y algunas canciones cantadas.

## Lista de temas
Todos los temas son de Rubén Rada
01. Bueno que me voy
02. Samba rusa
03. Al siete y medio pago
04. Solymar Beach
05. Baila, joven?
06. Bombé
07. Funky así
08. Más largo que un martillo
09. El rincón de Matías
10. Pam parabam parabam pam pam

## Ficha técnica
- Rubén Rada: Voz, arreglos y percusión
- Osvaldo Fattoruso: batería
- Gustavo Montemurro: Piano, teclados y arreglos
- Gerardo Alonso: Bajo
- Miguel Leal: Trompeta
- Santiago Gutiérrez: saxo
- Matías Rada: Guitarra y voz
- Artigas Leal: Trombón

- Producido por Rubén Rada y Gustavo Montemurro
- Grabado en el año 2010 en Sondor y en Estudio Mac Eachen
- Mezclado en Estudio Dos Reis
- Masterizado por Daniel Ovie
- Diseño de arte: Ariel Rivas
- Fotografías: Magela Ferrero